# Consanguinidad
Consanguinidad es la relación de sangre entre dos personas: los parientes consanguíneos son aquellos que comparten sangre por tener algún pariente común; los parientes no consanguíneos son aquellos que no presentan un vínculo de sangre, pero que son parientes por un vínculo legal (matrimonio o adopción). A esta otra relación de parentesco se le denomina afinidad.
La consanguinidad y la afinidad son términos muy utilizados en derecho. El parentesco es muy importante para todos los sistemas jurídicos, y sobre ese concepto se basa el Derecho de familia o el Derecho de sucesiones.
En muchos sistemas jurídicos, la consanguinidad se equipara a la relación de adopción, de forma que no existe diferencia entre un pariente de sangre y uno adoptado. De esta forma, el hijo adoptivo tiene los mismos derechos que el hijo natural e, incluso, un nieto adoptivo tiene los mismos derechos que uno natural (casos de herencia, alimentos, etcétera), a pesar de que esos parientes más lejanos en la línea sucesoria no hubiesen prestado su consentimiento en el momento de la adopción.

## Definiciones legales

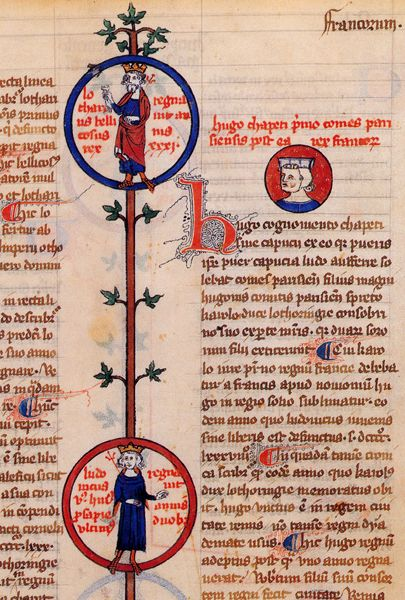
Consanguinidad de los reyes de Francia como se muestra en Arbor genealogiae regum Francorum (Bernard Gui, principios del).

### Derecho secular moderno
El grado de parentesco entre dos personas puede dar lugar a varias cuestiones jurídicas. Algunas leyes prohíben las relaciones sexuales entre personas estrechamente emparentadas, denominadas incestuosas. Las leyes también pueden prohibir el matrimonio entre personas estrechamente emparentadas, que se prohíbe casi universalmente hasta el segundo grado de consanguinidad.[cita requerida] Algunas jurisdicciones prohíben el matrimonio entre primos hermanos, mientras que otras no lo hacen. El matrimonio con tíos y tías (matrimonio avunculado) es legal en varios países.
La consanguinidad también es relevante para la herencia, especialmente en lo que respecta a la sucesión intestada. En general, las leyes tienden a favorecer la herencia de las personas estrechamente relacionadas con el fallecido. Algunas jurisdicciones prohíben a los ciudadanos formar parte de un jurado por motivos de consanguinidad y afinidad con las personas implicadas en el caso. En muchos países, las leyes que prohíben el nepotismo prohíben el empleo o ciertos tipos de contratos con los parientes cercanos de los funcionarios o empleados públicos.[cita requerida]

### Derecho religioso y tradicional

#### Cristianismo
Según el derecho civil romano, que seguía el primitivo derecho canónico de la Iglesia católica, se prohibía a las parejas casarse si estaban dentro de los cuatro grados de consanguinidad. Alrededor del siglo IX, la Iglesia elevó el número de grados prohibidos a seis y cambió el método de cálculo; en lugar de la antigua práctica romana de contar cada vínculo generacional hasta el ancestro común y luego hasta el cónyuge propuesto como un solo grado, el nuevo método calculaba la consanguinidad sólo contando hacia atrás el número de generaciones hasta el ancestro común. El matrimonio estaba ahora prohibido para cualquier persona con un parentesco superior a los primos séptimos, lo que significaba que, en particular, la nobleza tenía dificultades para encontrar parejas con las que casarse, ya que el grupo de posibles cónyuges no emparentados se había reducido considerablemente; tenían que desafiar la posición de la Iglesia o buscar en otra parte candidatos elegibles para el matrimonio. En la Iglesia católica, casarse sin saberlo con un pariente de sangre cercano era motivo de una declaración de nulidad matrimonial, pero durante los siglos XI y XII se concedieron dispensas con una frecuencia cada vez mayor debido a los miles de personas englobadas en la prohibición a siete grados y a las dificultades que esto suponía para encontrar posibles cónyuges.
En 1215 el Cuarto Concilio de Letrán hizo lo que consideraron un cambio necesario en el derecho canónico reduciendo el número de grados de consanguinidad prohibidos de siete a cuatro, pero manteniendo el método posterior de cálculo de grados. Después de 1215, la regla general era que los primos cuartos podían casarse sin dispensa, lo que redujo en gran medida la necesidad de las dispensas. En la Inglaterra del siglo XIV, por ejemplo, las dispensas papales para las anulaciones por consanguinidad (y afinidad) eran relativamente escasas.
La prohibición de casarse con menores grados de parentesco impuesta por la Iglesia católica fue recibida con fuertes críticas en la sociedad croata en el siglo XI, lo que provocó un cisma en la Iglesia croata.
Entre los montañeses cristianos Habesha de Etiopía y Eritrea (el pueblo cristiano predominantemente ortodoxo Amhara y Tigray-Tigrinya), es tradición poder contar con los antepasados paternos de al menos siete generaciones a partir de la primera infancia, porque "los que tienen un antepasado patrilineal común a menos de siete generaciones se consideran 'hermanos' y no pueden casarse". La norma es menos estricta por parte de la madre, donde el límite es de unas cuatro generaciones atrás, pero sigue determinándose de forma patrilineal. Esta regla no se aplica a los musulmanes ni a otros grupos étnicos.

#### Islam
El Corán en 4:22-24 afirma. "Os están prohibidos en matrimonio: vuestras madres, vuestras hijas, vuestras hermanas, las hermanas de vuestro padre, las hermanas de vuestra madre, las hijas de vuestro hermano, las hijas de vuestra hermana." Por lo tanto, la lista de parejas matrimoniales prohibidas, como se lee en el Corán, Surah 4:23, no incluye a los primos hermanos. El propio Mahoma se casó con su prima hermana Zaynab bint Jahsh.
En algunos países existen incentivos económicos para desalentar los matrimonios consanguíneos: en los Emiratos Árabes Unidos, desde 2004, y en Catar, desde 2009, existe la obligatoriedad de realizar exámenes prematrimoniales para detectar trastornos sanguíneos hereditarios, por lo que las parejas con resultados positivos no recibirán su subvención matrimonial.

#### Hinduismo
En el Manusmriti, el matrimonio por parentesco (por parte de la madre) está prohibido durante 7 generaciones.
El Ayurveda establece que el matrimonio dentro del Gotra (lado del padre) es un matrimonio consanguíneo que puede provocar muchos problemas gestacionales y genéticos en el feto. Por lo tanto, se ha convertido en una práctica común en los hogares hindúes durante las conversaciones previas al matrimonio preguntar el Gotra de las parejas. Se aconseja a las parejas del mismo Gotra que no se casen. Los asesores de este sistema dicen que esta práctica ayuda a reducir los problemas de gestación y garantiza una progenie sana.

## Medición de la consanguinidad

Relaciones de parentesco en español. Los sistemas terminológicos de parentesco pueden ser completamente diferentes en distintas sociedades. Dentro de esa clasificación antropológica, el sistema hispanohablante corresponde al sistema esquimal de parentesco.

La consanguinidad tiene grados en función del número de generaciones interpuestas en el árbol genealógico. Así, la relación padre-hijo es de primer grado, mientras que la de abuelo-nieto es de segundo grado.
También se diferencia entre:
- Línea directa: se llama así a la constituida por la serie de grados entre personas que descienden una de otra.
  - ascendente (progenitores, abuelos, etc.).
  - descendente (hijos, nietos, etc.).
- Línea colateral: es la constituida por la serie de grados entre personas que no descienden unas de otras, pero que proceden de un tronco común (hermanos, tíos, primos, etc.).

Para medir los grados de la línea colateral se sube hasta el tronco común y después se baja hasta la persona con quien se hace la computación. Por esto, el hermano dista dos grados del hermano, tres del tío, hermano de su padre o madre, cuatro del primo hermano, y así en  adelante.

## Epidemiología, tasas de ocurrencia

### Factores culturales a favor
Las razones que favorecen el matrimonio consanguíneo se han enumerado como una mayor compatibilidad entre el marido y la mujer que comparten las mismas relaciones sociales, la estabilidad de la pareja, el refuerzo de la solidaridad familiar, la facilidad de las negociaciones financieras y otras.: 187  La consanguinidad es un fenómeno muy arraigado en el 20% de la población mundial, sobre todo en Oriente Medio, Asia occidental y el norte de África. Globalmente, la forma más común de unión consanguínea es entre primos hermanos, en la que los cónyuges comparten 1⁄8 de sus genes heredados de un ancestro común, por lo que su progenie es homocigota (o más correctamente autocigota) en 1⁄16 de todos los loci (r = 0. 0625). Debido a la variación en el origen geográfico y étnico y a los loci elegidos para genotipar hay un 2. 4% de variación esperada.

### Europa
Históricamente, algunos nobles europeos citaban un grado cercano de consanguinidad cuando requerían motivos convenientes para el divorcio, especialmente en contextos en los que la doctrina religiosa prohibía la disolución voluntaria de un matrimonio infeliz o sin hijos.

### Países árabes
En el mundo árabe, la práctica de casar a los parientes es común. Según el Centro de Investigación Genómica Árabe, entre el 40% y el 54% de los matrimonios de los ciudadanos de los EAU son entre familiares, frente al 39% de la generación anterior. Entre el 21% y el 28% de los matrimonios de nacionales de los EAU fueron entre primos hermanos. El matrimonio consanguíneo es mucho menos frecuente en los árabes cristianos, ya que no practican los matrimonios concertados. Además, se exige una dispensa indulta a los matrimonios contraídos entre primos hermanos o más cercanos en las confesiones cristianas árabes en comunión con la Iglesia católica, y la Iglesia ortodoxa griega; no existen normas similares que se apliquen a los matrimonios entre primos hermanos en la Iglesia ortodoxa copta.
En Egipto, alrededor del 40% de la población se casa con un primo. Una encuesta realizada en 1992 en Jordania reveló que el 32% estaba casado con un primo hermano; otro 17,3% estaba casado con parientes más lejanos. El 67% de los matrimonios en Arabia Saudí son entre parientes cercanos, al igual que el 54% de todos los matrimonios en Kuwait, mientras que el 18% de todos los Libaneses eran entre parientes consanguíneos. La incidencia de la consanguinidad era del 54,3% entre los nativos de Kuwait y mayor entre los beduinos.
Se ha calculado que el 55% de los matrimonios entre inmigrantes musulmanes paquistaníes en el Reino Unido son entre primos hermanos, donde se favorece el matrimonio entre primos paralelo patrilateral preferente, es decir, que un chico se case con la hija del hermano de su padre.
Los Primos hermanos dobles descienden de dos pares de hermanos, y tienen la misma similitud genética que los medio hermanos. En las uniones entre primos hermanos dobles se alcanzan los mayores coeficientes de endogamia, con una (F) de 0,125, por ejemplo entre árabes y en los matrimonios entre tío y sobrina en el sur de la India.